# Datura inermis
Datura inermis är en potatisväxtart som beskrevs av Nikolaus Joseph von Jacquin. Datura inermis ingår i släktet spikklubbor, och familjen potatisväxter. Inga underarter finns listade i Catalogue of Life.